# Smitinandia
Smitinandia es un género de orquídeas epifitas originarias desde Himalaya a China (Yunnan) y Malasia. Comprende 4 especies descritas y de estas, solo 3 aceptadas.

## Taxonomía
El género fue descrito por Richard Eric Holttum y publicado en The Gardens' Bulletin Singapore 25(1): 105. 1969. La especie tipo es: Smitinandia micrantha (Lindl.) Holttum	

## Especies aceptadas
A continuación se brinda un listado de las especies del género Smitinandia aceptadas hasta marzo de 2013, ordenadas alfabéticamente. Para cada una se indica el nombre binomial seguido del autor, abreviado según las convenciones y usos.
- Smitinandia helferi (Hook.f.) Garay
- Smitinandia micrantha (Lindl.) Holttum
- Smitinandia selebensis (J.J.Sm.) Garay